# Robert Wierinckx
Robert Wierinckx, conosciuto anche come Wierinck, (Ixelles, 12 aprile 1915 – Rixensart, 29 dicembre 2002), è stato un ciclista su strada belga che corse negli anni '30.

## Carriera
Professionista dal 1934 al 1939, riuscì ad imporsi in una tappa del Tour de France ed ottenne varie vittorie. Ottenne anche dei buoni risultati nelle classiche, specialmente un settimo posto alla Parigi-Roubaix.

## Palmarès

### Strada
- 1934 (Alcyon, quattro vittorie)

1ª tappa Bruxelles-Lussemburgo-Mondorf (Bruxelles > Mondorf-les-Bains)
Classifica generale Bruxelles-Lussemburgo-Mondorf
Giro del Belgio indipendenti
Classifica generale Tour de l'Ouest
- 1936 (De Dion, una vittoria)

2ª tappa Tour de France (Lilla > Charleville)
- 1937 (JB, due vittorie)

1ª tappa Tour du Morbihan (Lorient > Quimper)
Classifica generale Tour du Morbihan
- 1938 (JB, tre vittorie)

3ª tappa Deutschland Tour (Chemnitz > Schweinfurt)
6ª tappa Deutschland Tour (Innsbruck > Friedrichshafen)
10ª tappa Deutschland Tour (Frankfurt am Main > Köln)
- 1939 (Dilecta - Wolber, una vittoria)

Bruxelles - Ans

#### Altri successi
- 1934 (Alcyon)

Criterium di Charleroi
- 1936 (De Dion)

Criterium di Namur

## Piazzamenti

### Grandi Giri
- Tour de France

1936: ritirato (15ª tappa)
1937: non partito (17ª tappa, 1ª semitappa)

### Classiche monumento
- Giro delle Fiandre

1935: 16º
1936: 22º
1937: 30º
1939: 26º
- Parigi-Roubaix

1939: 7º
- Liegi-Bastogne-Liegi

1935: 19º